# Amarveer Dhesi

Zawodnik Oregon State Beavers

Amarveer "Amar" Dhesi (ur. 2 września 1995) – kanadyjski zapaśnik walczący w stylu wolnym. Dwukrotny Olimpijczyk. Zajął trzynaste miejsce w Tokio 2020 w kategorii 125 kg i dziewiąte w Paryżu 2024 w kategorii do 125 kg.
Piąty na mistrzostwach świata w 2022. Ósmy w indywidualnym Pucharze Świata w 2020. Złoty medalista mistrzostw panamerykańskich w 2022 i srebrny w 2020. Triumfator igrzysk wspólnoty narodów w 2022. Mistrz świata juniorów w 2014 roku.
Zawodnik Burnaby Central Secondary School z Burnaby i Oregon State University. Trzy razy All-American (2016, 2018, 2019) w NCAA Division I; trzeci w 2018; piąty w 2016 i 2019 roku.